# Yi Christy Leung
Yi Christy Leung (梁懿?, Liang Yi; Hong Kong, 12 dicembre 2002) è una pattinatrice artistica su ghiaccio hongkonghese.
Ha concluso tre competizioni internazionali ISU tra i primi dodici in classifica. È la campionessa nazionale cinese del 2019.

## Carriera

### Primi anni
Leung ha iniziato a pattinare nel 2009. Nella stagione 2015-2016, si è classificata quarta nella competizione senior dei Campionati nazionali cinesi del 2016 ma non poteva partecipare alle competizioni internazionali senior e juniores perché troppo giovane.Aveva questa abitudine di camminare sulle punte tanto che i genitori la iscrissero a pattinaggio nel 2009 ,Facendola vedere da diversi medici alla fine è stata un talento per il pattinaggio sul ghiaccio

### Stagione 2016-2017
Debuttando a livello internazionale juniores, Leung si è classificata quinta all'Asian Figure Skating Trophy nell'agosto 2016 e decima ad una tappa Grand Prix juniores a Dresda, in Germania. A marzo, si è classificata ottava nel programma corto, decima nel programma libero, e nona in totale ai Campionati mondiali juniores del 2017 a Taipei, diventando il primo pattinatore di Hong Kong ad entrare nella top ten a una competizione ISU. Il suo risultato ha permesso ad Hong Kong di mandare due pattinatrici singole ai mondiali successivi.

### Stagione 2017-2018
Leung ha terminato in undicesima posizione i Campionati mondiali juniores del 2018 a Sofia, in Bulgaria.

### Stagione 2018-2019
Nella sua stagione di debutto a livello internazionale, Leung si è classificata quarta all'Asian Figure Skating Trophy a Bangkok, in Thailandia ad agosto 2018. Ha terminato in quarta posizione alla tappa Grand Prix juniores a Bratislava, Slovacchia nell'agosto 2018, dove ha ottenuto il suo miglior risultato nel programma corto e nel punteggio totale. Alla tappa del Grand Prix juniores a Lubiana, Leung si è classificata settima. Ha terminato in sesta posizione al Tallinn Trophy del 2018. A dicembre 2018, Leung ha vinto il suo primo oro ai Campionati nazionali cinesi. Si è classificata dodicesima ai Campionati dei Quattro continenti di pattinaggio di figura 2019 e ventunesima ai Campionati mondiali juniores 2019. Ai Campionati mondiali 2019 a marzo, ha concluso in quattordicesima posizione nel programma corto con 58.60 punti e quattordicesima nel programma libero con 118.62 punti, arrivando quattordicesima sul totale con un punteggio di 177.22

## Programmi
| Season    | Programma corto                                                                    | Programma libero                                                         |
| --------- | ---------------------------------------------------------------------------------- | ------------------------------------------------------------------------ |
| 2018–2019 | - Scene d'amour by Francis Lai performed by Sarah Brightman choreo. by Rohene Ward | - Breath of Life by Florence and the Machine choreo. by Shae-Lynn Bourne |
| 2017–2018 | - California Dreamin' by SIA                                                       | - Romantic Revenge by Michał Jelonek                                     |
| 2016–2017 | - Hana's Eyes by Maksim Mrvica                                                     | - Romantic Revenge by Michał Jelonek                                     |

## Risultati
CS: Challenger Series; JGP: Grand Prix Juniores
| Internazionali                                        | Internazionali | Internazionali | Internazionali | Internazionali | Internazionali | Internazionali | Internazionali | Internazionali |
| Event                                                 | 14–15          | 15–16          | 16–17          | 17–18          | 18–19          | 19-20          | 20-21          | 21-22          |
| ----------------------------------------------------- | -------------- | -------------- | -------------- | -------------- | -------------- | -------------- | -------------- | -------------- |
| Mondiali                                              |                |                |                |                | 14º            | C              | R              |                |
| Quattro Continenti                                    |                |                |                |                | 12º            | R              | C              |                |
| GP Cup of China                                       |                |                |                |                |                | 8°             |                |                |
| GP Skate America                                      |                |                |                |                |                | 9°             |                |                |
| CS Asian Open                                         |                |                |                |                | 4º             | 5°             |                |                |
| CS Tallinn Trophy                                     |                |                |                |                | 6º             |                |                |                |
| CS U.S. Classic                                       |                |                |                |                | 4º             |                |                |                |
| Shangai Trophy                                        |                |                |                |                |                | 4°             |                |                |
| U.S. Classic                                          |                |                |                |                |                |                |                | R              |
| Internazionali: juniores                              |                |                |                |                |                |                |                |                |
| Mondiali Junior                                       |                |                | 9º             | 11º            | 21º            |                |                |                |
| JGP Australia                                         |                |                |                | 14º            |                |                |                |                |
| JGP Germania                                          |                |                | 10º            |                |                |                |                |                |
| JGP Slovacchia                                        |                |                |                |                | 4º             |                |                |                |
| JGP Slovenia                                          |                |                |                |                | 7º             |                |                |                |
| Asian Open                                            |                |                | 5º             | 6º             |                |                |                |                |
| Cup of Nice                                           |                |                | 2º             |                |                |                |                |                |
| Nazionali                                             |                |                |                |                |                |                |                |                |
| Hong Kong Champ.                                      |                | 1º J           | 1º J           |                |                |                |                |                |
| Chinese Champ.                                        | 6º             | 4º             | 5º             |                | 1º             |                |                |                |
| J = Junior level; R = Ritirata; C = Evento cancellato |                |                |                |                |                |                |                |                |